# 구미인덕초등학교
구미인덕초등학교(龜尾仁德初等學校)는 대한민국 경상북도 구미시에 있는 공립 초등학교이다.

## 연혁
- 2018년 3월 1일: 초등 42학급(특수 1학급), 유치원 3학급 편성
- 2018년 3월 1일: 구미인덕초등학교 개교(42개 학급)
- 2023년 3월 1일: 5주년